# Нивецьк
Ни́вецьк — село в Україні, у Дубровицькій міській громаді Сарненського району Рівненської області. До 2020 підпорядковувалося Нивецькій сільській раді. Населення становить 446 осіб (2011).

## Назва
Польською мовою згадується як Niweck, російською — як Нивецкъ.

## Географія
Площа села — 0,73 км². Селом протікає річка Безіменна. Згідно з дослідженням 2017 року, за яким оцінювалися масштаби антропогенної трансформації території Дубровицького району внаслідок несанкціонованого видобутку бурштину, екологічна ситуація села характеризувалася як «катастрофічна».

### Клімат
Клімат у селі вологий континентальний («Dfb» за класифікацією кліматів Кеппена). Опадів 608 мм на рік. Найменша кількість опадів спостерігається в березні й сягає у середньому 28 мм. Найбільша кількість опадів випадає в червні — близько 88 мм. Різниця в опадах між сухими та вологими місяцями становить 60 мм. Пересічна температура січня — -5,5 °C, липня — 18,6 °C. Річна амплітуда температур становить 24,1 °C.
| Клімат Нивецька                   | Клімат Нивецька | Клімат Нивецька | Клімат Нивецька | Клімат Нивецька | Клімат Нивецька | Клімат Нивецька | Клімат Нивецька | Клімат Нивецька | Клімат Нивецька | Клімат Нивецька | Клімат Нивецька | Клімат Нивецька | Клімат Нивецька |
| Показник                          | Січ.            | Лют.            | Бер.            | Квіт.           | Трав.           | Черв.           | Лип.            | Серп.           | Вер.            | Жовт.           | Лист.           | Груд.           | Рік             |
| Середній максимум, °C             | −2,5            | −1,3            | 3,4             | 12,3            | 19,2            | 22,8            | 23,9            | 23,0            | 18,2            | 11,8            | 4,8             | 0,0             | 11,3            |
| Середня температура, °C           | −5,5            | −4,5            | −0,3            | 7,4             | 13,6            | 17,4            | 18,6            | 17,5            | 13,2            | 7,8             | 2,3             | −2,5            | 7,1             |
| Середній мінімум, °C              | −8,5            | −7,7            | −3,9            | 2,6             | 8,1             | 12,0            | 13,3            | 12,1            | 8,3             | 3,8             | −0,2            | −5              | 2,9             |
| Норма опадів, мм                  | 36              | 30              | 28              | 41              | 57              | 88              | 81              | 64              | 57              | 44              | 41              | 41              | 608             |
| --------------------------------- | --------------- | --------------- | --------------- | --------------- | --------------- | --------------- | --------------- | --------------- | --------------- | --------------- | --------------- | --------------- | --------------- |
| Джерело: Climate-Data.org (англ.) |                 |                 |                 |                 |                 |                 |                 |                 |                 |                 |                 |                 |                 |

## Історія
Село вперше згадується 1510 року. До 1917 року село входило до складу Російської імперії. У 1906 році село входило до складу Домбровицької волості Рівненського повіту Волинської губернії Російської імперії. У 1918—1920 роки нетривалий час перебувало в складі Української Народної Республіки.
У 1921—1939 роки входило до складу Польщі. У 1921 році село входило до складу гміни Домбровиця Сарненського повіту Поліського воєводства Польської Республіки. 1930 року Сарненський повіт приєднаний до складу Волинського воєводства. У 1936 році входило до однойменної громади, до якої також належали лісничівка Нивецьк, селище Озерське та гаївки П'ята і Вервечка.
З 1939 року — у складі Дубровицького району Рівненської області УРСР. У роки Другої світової війни деякі мешканці села долучилися до національно-визвольної боротьби в лавах УПА та ОУН. 10 квітня 1943 року поляки та німці напали на село Нивець, пограбували та закатували 7 осіб (один із жертв — Довжик Антон Корійович). У липні 1943 року поблизу села сотня «Поштаря» (УПА) розбила банду німців та поляків (близько 20 осіб), що поверталася після грабунку села Сохи. Внаслідок бою усіх грабіжників було ліквідовано, втрати серед повстанців відсутні, було здобуто легкові авто бандитів. За даними українського націоналістичного підпілля у грудні 1943 року більшовицька банда пограбувала Нивецьк, жертв не було. Загалом встановлено 45 жителів села, які брали участь у визвольних змаганнях, з них 14 загинуло, 22 було репресовано.
У 1947 році села Нивецьк та Працюки разом з хутором Нивецьк підпорядковувалося Нивецькій сільській раді Дубровицького району Ровенської області УРСР.
Відповідно до прийнятої в грудні 1989 року постанови Ради Міністрів УРСР село занесене до переліку населених пунктів, які зазнали радіоактивного забруднення внаслідок аварії на Чорнобильській АЕС, жителям виплачувалася грошова допомога. Згідно з постановою Кабінету Міністрів Української РСР, ухваленою в липні 1991 року, село належало до зони гарантованого добровільного відселення. На кінець 1993 року забруднення ґрунтів становило 1,04 Кі/км² (137Cs + 134Cs), молока — 4,04 мКі/л (137Cs + 134Cs), картоплі — 0,32 мКі/кг (137Cs + 134Cs), сумарна доза опромінення — 116 мбер, з якої: зовнішнього — 14 мбер, загальна від радіонуклідів — 102 мбер (з них Cs — 91 мбер).
Відповідно до Розпорядження Кабінету Міністрів України від 12 червня 2020 року № 722-р «Про визначення адміністративних центрів та затвердження територій територіальних громад Рівненської області» увійшло до складу Дубровицької міської громади.

## Населення
Станом на 1859 рік, у власницькому селі Нивецьк налічувалося 21 двір та 247 жителів (126 чоловіків і 121 жінка), з них 242 православних і 5 євреїв. Станом на 1906 рік у селі було 54 двори та мешкало 376 осіб.
За переписом населення Польщі 10 вересня 1921 року в селі та однойменному сусідньому лісництві разом налічувалося 56 будинків та 363 мешканці, з них: 180 чоловіків та 183 жінки; 246 православних та 17 юдеїв; 350 українців та 13 євреїв. Згідно з переписом УРСР 1989 року чисельність наявного населення села становила 514 осіб, з яких 259 чоловіків та 255 жінок. На кінець 1993 року в селі мешкало 468 жителів, з них 123 — дітей.
За переписом населення України 2001 року в селі мешкали 452 особи. Станом на 1 січня 2011 року населення села становить 446 осіб. Густота населення — 624,66 особи/км².

### Мова
Розподіл населення за рідною мовою за даними перепису 2001 року:
| Мова       | Відсоток |
| ---------- | -------- |
| українська | 99,12 %  |
| російська  | 0,66 %   |
| румунська  | 0,22 %   |

### Вікова і статева структура
Структура жителів села за віком і статтю (станом на 2011 рік):
| Вік   | Чоловіків | Жінок | Разом |
| ----- | --------- | ----- | ----- |
| 0-17  | 57        | 50    | 107   |
| 18-39 | 92        | 57    | 149   |
| 40-59 | 57        | 50    | 107   |
| 60+   | 28        | 55    | 83    |
| Разом | 234       | 212   | 446   |

### Соціально-економічні показники
| Працездатне населення | Працездатне населення | Працездатне населення | Працездатне населення | Працездатне населення | Працездатне населення | Непрацездатне населення | Непрацездатне населення | Непрацездатне населення | Непрацездатне населення | Непрацездатне населення | Непрацездатне населення | Все населення |
| Чоловіки              | Чоловіки              | Жінки                 | Жінки                 | Разом                 | Разом                 | Чоловіки                | Чоловіки                | Жінки                   | Жінки                   | Разом                   | Разом                   | 446           |
| ос.                   | %                     | ос.                   | %                     | ос.                   | %                     | ос.                     | %                       | ос.                     | %                       | ос.                     | %                       | 446           |
| --------------------- | --------------------- | --------------------- | --------------------- | --------------------- | --------------------- | ----------------------- | ----------------------- | ----------------------- | ----------------------- | ----------------------- | ----------------------- | ------------- |
| 103                   | 23                    | 117                   | 27                    | 220                   | 50                    | 113                     | 26                      | 106                     | 24                      | 219                     | 50                      | 446           |

| Зайняті  | Зайняті  | Зайняті | Зайняті | Зайняті | Зайняті | Безробітні | Безробітні | Безробітні | Безробітні | Безробітні | Безробітні | Все населення |
| Чоловіки | Чоловіки | Жінки   | Жінки   | Разом   | Разом   | Чоловіки   | Чоловіки   | Жінки      | Жінки      | Разом      | Разом      | 446           |
| ос.      | %        | ос.     | %       | ос.     | %       | ос.        | %          | ос.        | %          | ос.        | %          | 446           |
| -------- | -------- | ------- | ------- | ------- | ------- | ---------- | ---------- | ---------- | ---------- | ---------- | ---------- | ------------- |
| 2        | 1        | 9       | 5       | 11      | 6       | 54         | 28         | 27         | 14         | 81         | 42         | 446           |

| Дорослі | Діти | Пенсіонери | Інваліди Німецько-радянської війни | Учасники бойових дій | Інваліди всіх груп і категорій | Люди, які обслуговуються служб. соц. допом. на дому | Неповні сім'ї | Діти з неповних сімей | Багатодітні сім'ї | Діти з багатодітних сімей | Діти-інваліди | Діти-сироти | Одинокі багатодітні матері |
| ------- | ---- | ---------- | ---------------------------------- | -------------------- | ------------------------------ | --------------------------------------------------- | ------------- | --------------------- | ----------------- | ------------------------- | ------------- | ----------- | -------------------------- |
| 338     | 108  | 176        | 1                                  | 4                    | 31                             | 11                                                  | 2             | 2                     | 14                | 47                        | 1             | -           | -                          |

## Політика

### Органи влади
До 2020 місцеві органи влади були представлені Нивецькою сільською радою.

### Вибори
Село входить до виборчого округу № 155. У селі розташована виборча дільниця № 560279. Станом на 2011 рік кількість виборців становила 325 осіб.

## Культура
У селі працює Нивецький сільський будинок культури на 470 місць. Діє Нивецька публічно-шкільна бібліотека, книжковий фонд якої становлять 11 134 книги та яка має 6 місць для читання, 1 особу персоналу, кількість читачів — 456 осіб.

### Історичні пам'ятки
З п'яти повстанців, які поховані у братській могилі, відоме ім'я лише одного воїна: Паращука Івана Денисовича.

## Релігія
Список конфесійних громад станом на 2011 рік:
| Релігійна громада УПЦ КП         | ПЦУ | 1 серпня 1997  | 60 | Церква             | [ 36 ] |
| Релігійна громада ХВЄ            | ХВЄ | 10 травня 1990 | 23 | Молитовний будинок | [ 36 ] |
| — православні, — протестантські. |     |                |    |                    |        |

У першій половині XIX століття село належало до греко-католицької парафії церкви Успіння Богородиці села Залішани Ровенського повіту, а у 1840-х та другій половині XIX століття — до православної парафії церкви Успіння Пресвятої Богородиці села Залішани Домбровицької волості.

## Освіта
У селі діє Нивецька загальноосвітня школа І-ІІ ступенів. У 2011 році в ній навчалося 53 учні (із 120 розрахованих) та викладало 15 учителів.

## Інфраструктура
Наявне відділення поштового зв'язку.

## Особистості

### Народились
- Попко Фадій Іванович — голова сільської ради села Нивецьк Домбровицького району Рівненської області. Депутат Верховної Ради УРСР 1-го скликання (у 1940 році) від Рівненської області.

#### Книги
- Літопис УПА / НАН України. Інститут української археографії та джерелознавства ім . М. С. Грушевського. — Київ-Торонто : Видавництво «Літопис УПА» та ін, 2007. — Т. 11: Мережа ОУН(б) і запілля УПА на території ВО «Заграва», «Турів», «Богун» (серпень 1942 — грудень 1943 рр.). — 849 с.
- Олександр Денищук. Злочини польських шовіністів на Волині. Книга перша. Рівненська область. — Рівне : ППДМ, 2003. — 352 с. — ISBN 966-96174-4-8.

#### Офіційні дані та нормативно-правові акти
- Паспорт Дубровицького району (станом на 1 січня 2011 року) (doc). Дубровицька районна рада. Архів оригіналу за 10 лютий 2015. Процитовано 16 жовтня 2019.

#### Мапи
- Історичний Атлас України / Гол. ред. Л. Винар; Упорядн.: І. Тесля, Е. Тютько. Українське історичне товариство. — Монреаль; Нью-Йорк; Мюнхен, 1980. — 182 с.